# Clypeoniscus hanseni
Clypeoniscus hanseni är en kräftdjursart som beskrevs av Giard och Bonnier 1895. Clypeoniscus hanseni ingår i släktet Clypeoniscus och familjen Cabiropidae.
Artens utbredningsområde är havet kring Danmark. Arten är reproducerande i Sverige. Inga underarter finns listade i Catalogue of Life.